# 松山天后宫
松山天后宫，旧称松山天妃宫，又称妈祖宫、澳尾宫、靖海宫，是一个位于中国福建省宁德市霞浦县松山街道松渔村（原为州洋乡松山村）的一个供奉媽祖的庙宇，距今已有1000年历史，2005年5月11日入选第六批福建省文物保护单位，类型为古建筑。相传，霞浦松山一带是妈祖的娘家，松山天后宫则是福建省唯一一座冠以“天后圣母行宫”的妈祖宫庙，有“妈祖行宫之尊”的称谓。

## 历史
松山天后宫始建于北宋天圣元年（1023年），比位于湄洲祖庙的建立时间略迟几十年，元朝朝廷封妈祖为“天妃”后，该建筑始称松山天妃宫，而清代康熙皇帝封妈祖为天后之后，松山天妃宫也改称松山天后宫。《福州州志》《古今图书集成》《福宁通志》和民国版《霞浦县志》对松山天后宫俱有记载，可见松山天后宫在旧时有较大的影响力。清朝乾隆五十年（1785年）重修。根据乾隆五十八年（1793年）的碑文记载，当时的天后宫“天地水三官殿，地主庙，迄今数百年，由来旧耳......”
中华人民共和国时期，松山天后宫在文革时期遭到严重破坏，镇宫之宝妈祖生平图等文物被毁。20世纪80年代后，中华人民共和国落实宗教政策，松山天后宫在当地信众、渔民和台湾信众的推动下得以再度全面重修。1986年，天后宫以“松山靖海宫”的名义被霞浦县人民政府公布为县级文物保护单位。1998年10月，台湾嘉义县成立嘉义松山妈祖文化研究会时，曾到此将金身妈祖神像运到台湾，举行分灵仪式。1999年，成立松山妈祖文化研究会，出版了一些研究松山妈祖文化的研究著述，部分内容被中国中央电视台、台湾《工商時報》等媒体报导。2004年10月，松山天后宫成为中华妈祖文化交流协会的第一届理事单位。2005年，福建省人民政府将松山天后宫公布为省级文物保护单位。2010年，福建博物院设计的林愿纪念馆在正殿后座落成，内供奉妈祖的父亲积庆公林愿和妈祖的母亲积庆婆王氏。
2023年5月，霞浦县人民政府投资约18.9亿元人民币，征收约13公顷的土地，用以建设“霞浦松山生态文化风景区”，不仅联动松山堡、松山烽火台等历史遗迹，还规划在天后宫附近建设妈祖信仰文化的相关建筑，如圣像广场、朝圣区、文化展示馆等。8月，该项目与霞浦县其他文旅项目共同动工建设。

## 习俗与文化
每年的农历三月廿三是妈祖的神诞节，每年的九月初九则是妈祖的升天日，在这两个时间节点，当地便会举办各种各样的信俗活动，包括从各地迎来妈祖神像进城巡游，举行公祭仪式和“走水”活动，以及聘请剧团进行公众演出等。2017年，霞浦的妈祖信俗被列为福建省非物质文化遗产代表性项目。
2023年正值松山天后宫建成1000周年，霞浦松山妈祖文化交流中心、霞浦妈祖协会、台湾妈祖联谊会、台湾中华优秀传统文化交流协会共同于妈祖升天日（公历为当年的10月23日）前后在天后宫举办“海峡两岸共祭松山妈祖行宫千年庆典”，海峡两岸600多名信众，1000多名嘉宾、学者到此拜谒，中國國民黨原主席連戰、洪秀柱，原副主席蔣孝嚴等通过视频发来贺电与贺词。庆典上举行了妈祖祭拜大典、民俗活动、学术研讨、商业签约等活动。

## 建筑与文物

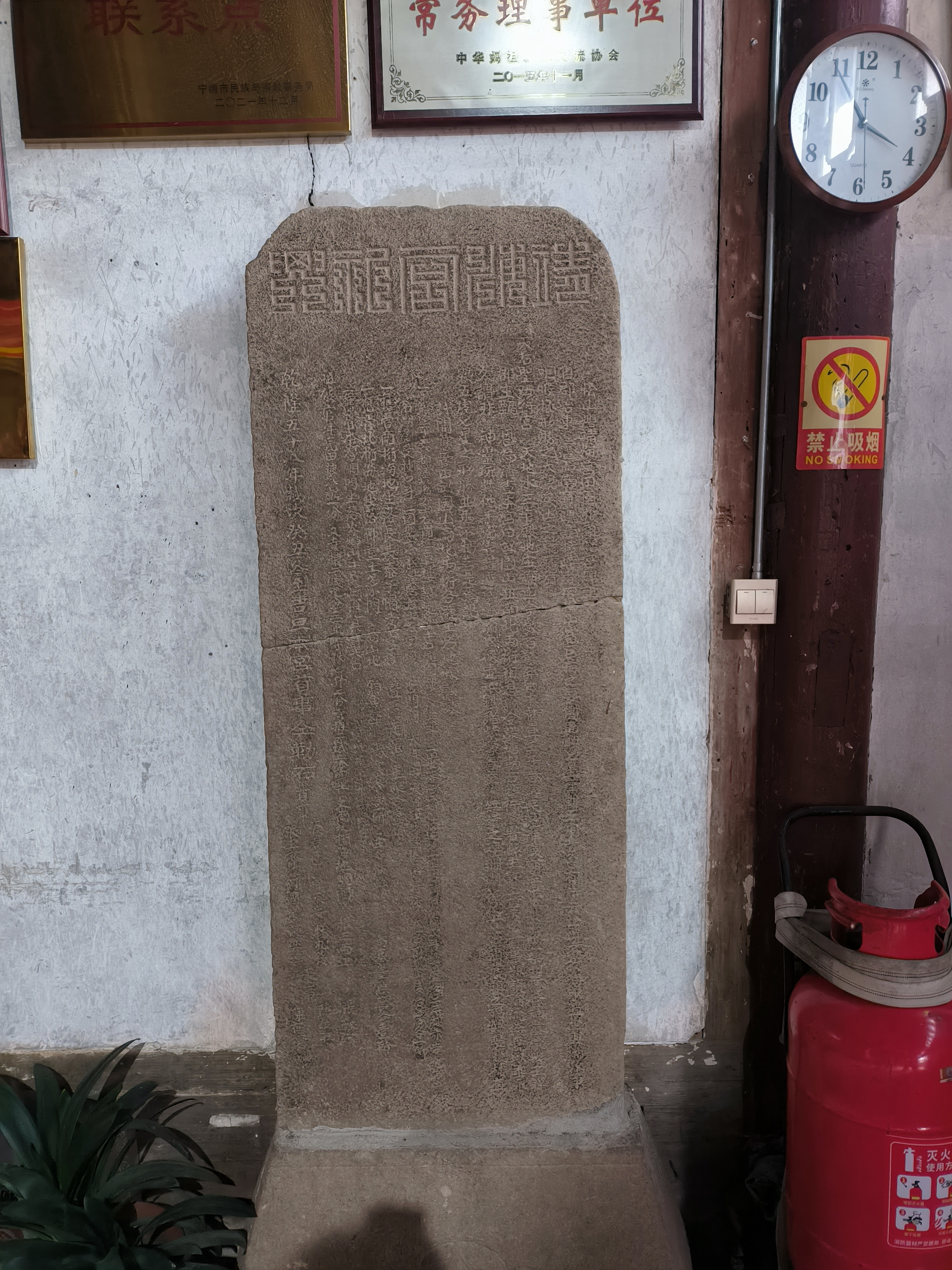
“靖海宫祀界”碑记

经多方出资修缮后的松山天后宫总面积达3300平方米，建筑面积1848平方米，整体为悬山顶抬梁穿斗式木结构，面阔五进、进深三间。原建筑中分大厅、中殿和神龛，大厅两侧环楼、前立戏台，台上则有五层门拱的藻井，并雕以花卉和人物，宫门有四层门拱，这些门拱镂以金色、间错绘彩色，飞檐翘脚。文革时期，大部分建筑被毁，仅存600多平方米的正殿。经多方翻修，松山天后宫现扩建了大门牌楼、侧门“灵慈门”、文物室、接待室、膳厅等，戏台亦得以复建。现时在宫庙中的神祇除主尊妈祖外，亦有张、许侯王爷等配祀，这些原属于宫内的神像曾流落民间，安放于信徒家中，文革后才得以被请回。
宫内存有宋、明、清各朝文物。现存文物包括正殿悬梁上明朝福宁州知州胡尔糙、福宁卫指挥张某和福宁总镇吴万福的捐银牌匾，乾隆五十八年（1793年）建立、高1.65米、宽65厘米的“靖海宫祀界”碑刻和清代妈祖木雕神像等。1983年，主殿前戏台大厅发掘出一个宋代莲式柱础石和一对方形青石户枢。宫内曾经的“镇宫之宝”是明代绘制的妈祖生平图，共八轴、64图，1966年原件毁于文革，现存于宫中的是1994年由霞浦文史界成立的复制绘图工作小组聘请画师所复刻重绘的。